# 山崎善郎
山崎 善郎（やまざき よしお、1934年1月5日 - ）は、日本の経営者。リンナイ社長を務めた。

## 経歴
愛知県出身。1952年に松蔭高等学校を卒業し、同年に林内製作所(のちのリンナイ)に入社。1967年5月に取締役に就任し、1975年5月に常務、1979年6月に専務を経て、1985年6月に副社長に就任し、2001年6月には社長に昇格。2005年11月に高齢で社長を退任。